# جوزيف روان
جوزيف روان (بالإنجليزية: Joseph Rowan)‏ هو محامي وسياسي أمريكي، ولد في 8 سبتمبر 1870 في نيويورك في الولايات المتحدة، وتوفي بنفس المكان في 3 أغسطس 1930. حزبياً، نشط في الحزب الديمقراطي. وقد انتخب عضو مجلس النواب الأمريكي.